# José Carlos Carvalho

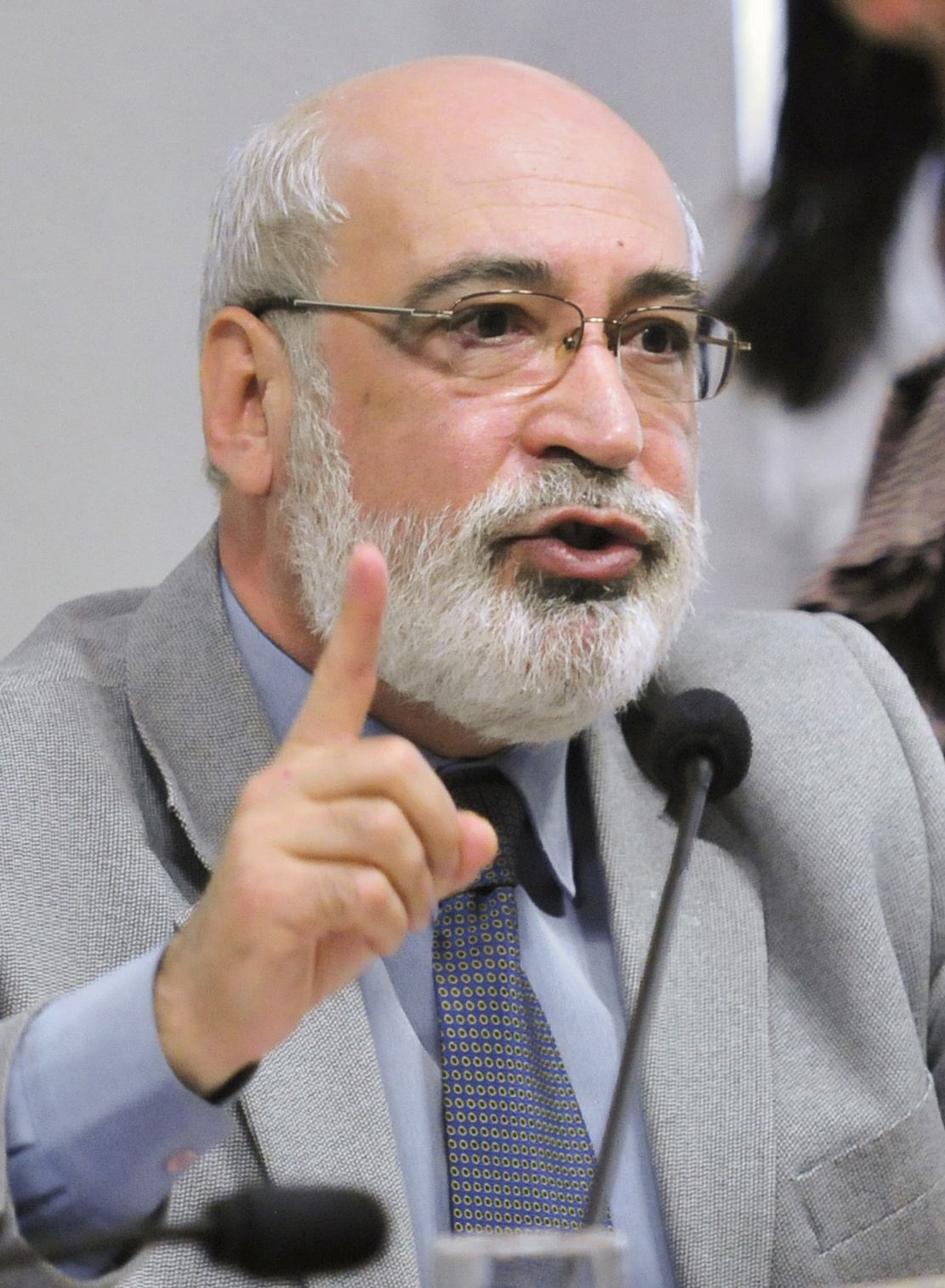

José Carlos Carvalho (Jerônimo Monteiro, Espírito Santo, 5 de septiembre de 1952), ingeniero y político brasileño.
Fue ministro de Medio Ambiente del Brasil en el gobierno de Fernando Henrique Cardoso, entre el 5 de marzo de 2002 y el 1 de enero de 2003. Previamente se había desempeñado en el Instituto Estatal de Bosques de Minas Gerais y como Secretario de Estado para el Medio Ambiente y Desarrollo Sostenible en el Estado de Minas Gerais.